# Cerkev sv. Janeza Krstnika, Cerknica
Cerkev sv. Janeza Krstnika v Cerknici je podružnična cerkev Župnije Cerknica.
Cerkev, ki stoji na pokopališču, je arhitekturno posebna varianta zapoznele gotike, kjer se prepletajo severni in južni stilni vplivi. Na portalu v zvonici je vklesana letnica 1642.